# Недериця Степан Сергійович

Степан (Штефан) Недериця з виданням молдовських народних казок на книжковій виставці в Українському домі, травень 2016 року

Степа́н Сергі́йович Недери́ця (рум. Ştefan Nederiţe Ште́фан Недери́це; *9 травня 1964, с. Бужор, Котовський район, Молдавська РСР) — український видавець, диригент, музикотерапевт, письменник, перекладач з румунської (молдовської) мови.

## Біографічні дані
Степан Недериця (Штефан Недерице) народився 9 травня 1964 року в молдовському селі Бужор Котовського (тепер Гинчештського) району.
Змалку займався музикою — спершу у районній, потім у столичній дитячій музичній школі в Кишиневі.
Закінчив Київське музичне училище імені Глієра (1983), потому Київську консерваторію ім. П. І. Чайковського (1990) за двома напрямками — інструменталіст-виконавець (цимбали) та диригент.
У 1990-х роках займався педагогічною діяльністю та музичним виконавством.
Починаючи від 2000-х С. С. Недериця розпочав активну музикотерапевтичну діяльність, офіційно отримавши відповідну ліцензію.
Всередині 2000-х Степан Недериця започаткував видавничу справу, і на теперішній час (весна 2017 року) є директором видавництва «Classica», яке випускає музикотерапевтичну продукцію, зокрема дитячі книги з музичним супроводом для всебічного естетичного розвитку.
Живе і працює в Києві.

## Творчість
Степан Недериця є творцем і популяризатором декількох методик музикотерапії, зокрема «ефект Моцарта для новонароджених», а також оригінальної теорії споживання води (структурування води в домашніх умовах). Ноу-хау Стефана Недериці полягає в тому, що він першим винайшов і втілив ідею поєднання класичної музики і звуків природи (спів пташок, дельфінотерапія).
Він — автор декількох біографічних книг, упорядник і перекладач з румунської (молдовської) на українську збірки молдовських народних казок (2016).

## Джерело-посилання
- Вебсторінка видавництва «Classica»